# Adrian Davies
Adrian Davies (* 6. Januar 1966 in Llanelli) ist ein ehemaliger walisischer Squashspieler.

## Karriere
Adrian Davies war von Ende der 1980er-Jahre und bis Ende der 1990er-Jahre auf der PSA World Tour aktiv. Seine höchste Platzierung in der Weltrangliste erreichte er mit Rang zehn im Juli 1991. 
Mit der walisischen Nationalmannschaft nahm er 1983, 1987 und 1993 an der Weltmeisterschaft teil. Bei Europameisterschaften stand er mehrfach im walisischen Kader. Zwischen 1989 und 1993 stand er fünfmal in Folge im Hauptfeld der Einzelweltmeisterschaft. Sein bestes Resultat war dabei das Erreichen des Achtelfinals 1990. Im selben Jahr wurde er nach einer Finalniederlage gegen Chris Walker Vizeeuropameister.

## Erfolge
- Vizeeuropameister: 1990